# Бролинский сельсовет
Бролинский сельсовет — упразднённая административно-территориальная единица, существовавшая на территории Московской губернии и Московской области до 1939 года.
В первые годы советской власти возник Обуховский сельсовет. По данным 1922 года он входил в состав Судисловской волости Волоколамского уезда Московской губернии.
В 1927 году Обуховский с/с был переименован в Бролинский сельсовет.
По данным 1926 года в состав сельсовета входили 4 населённых пункта — Бролино, Выдрино, Обухово и Сутоки.
В 1929 году Бролинский с/с был отнесён к Шаховскому району Московского округа Московской области. При этом к нему был присоединён Титеевский с/с.
17 июля 1939 года Бролинский с/с был упразднён. При этом селения Бролино и Щемелинки были переданы Паршинскому с/с, Замошье и Теплухино — Муриковскому с/с, а Титеево — Черленковскому с/с.